# Phthonoloba acrolophites
Phthonoloba acrolophites är en fjärilsart som beskrevs av Louis Beethoven Prout 1926. Phthonoloba acrolophites ingår i släktet Phthonoloba och familjen mätare. Inga underarter finns listade i Catalogue of Life.